# Hornklee-Glasflügler

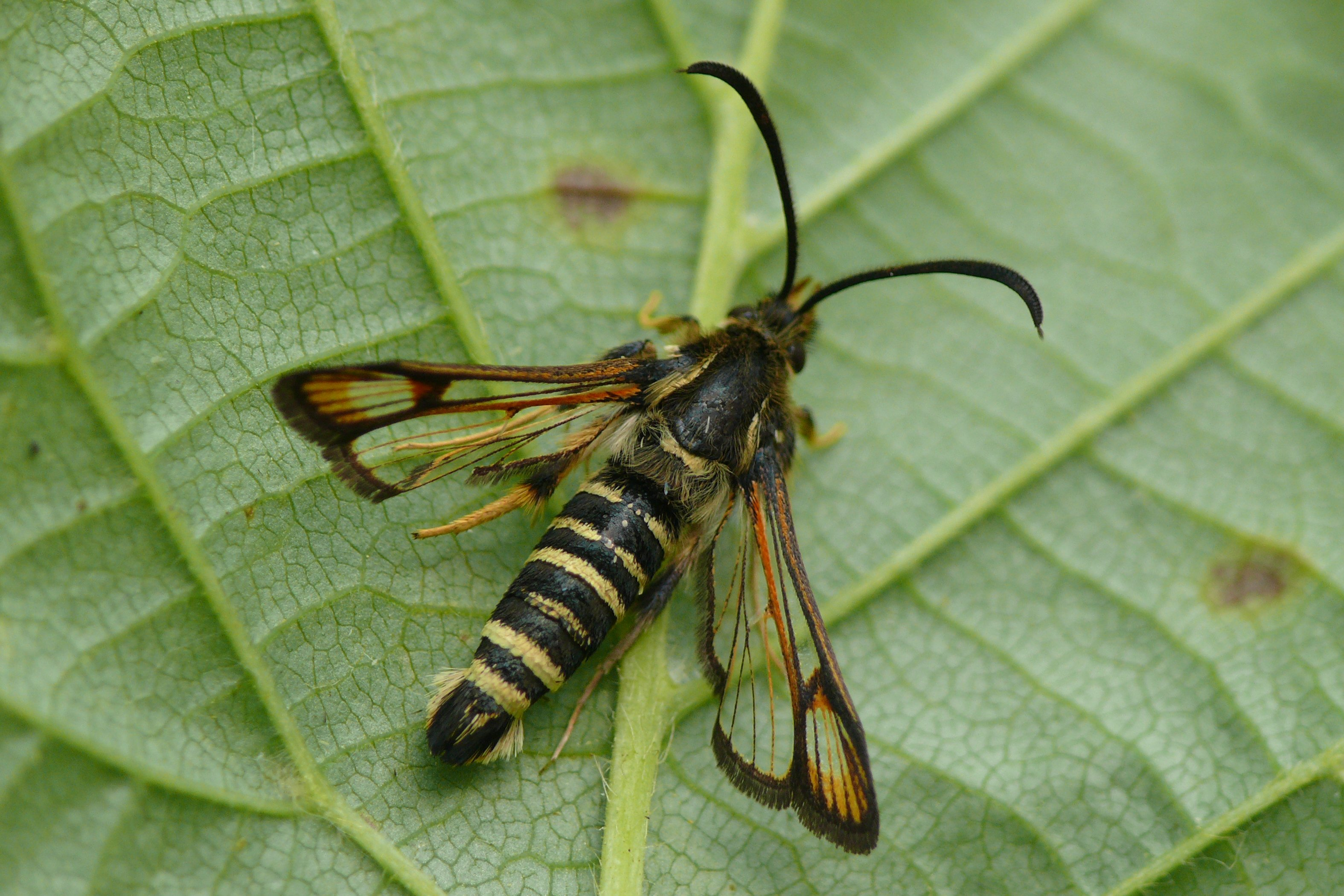
Hornklee-Glasflügler
mit typischer V-förmiger Flügelstellung

Der Hornklee-Glasflügler (Bembecia ichneumoniformis), zuweilen auch als Trockenkräuterrasen-Glasflügler oder Schlupfwespen-Glasflügler bezeichnet, ist ein Schmetterling aus der Familie der Glasflügler (Sesiidae). Der wissenschaftliche Name der Art leitet sich von ichneumon = Schlupfwespe ab.

## Merkmale

### Falter
Die Falter haben durchsichtige Flügel, die jedoch an den Flügeladern, dem Diskalfleck und den Flügelrändern beschuppt sind. Sie erreichen eine Flügelspannweite von 12 bis 30 Millimetern. Die Vorderflügel sind im Saumbereich rötlich bis gelblich überstäubt. Die Fransen sind schwarz. In der Mitte befindet sich ein breiter, schwarzbrauner Diskalfleck, der vom Vorder- bis zum Hinterrand reicht, nach außen rötlich begrenzt ist und nach innen eine kleine spitze Ausbuchtung erkennen lässt. Der Hinterrand hat zuweilen eine rotorange Farbe. Die Hinterflügel haben eine schmale dunkle Saumbinde sowie einen kleinen schwarzbraunen Diskalfleck. Thorax und Abdomen sind schwarz. Bis auf das erste Segment zeigen alle übrigen Segmente des Abdomens deutliche gelbe Ringe. Der Kopf ist gelbweiß behaart. Das vordere Drittel der Fühler ist – vor allem bei den Weibchen – gelblich und mit einer schwarzen Spitze versehen. Das Afterbüschel ist schwarz und nur in der Mitte und an den Seiten gelblich behaart.

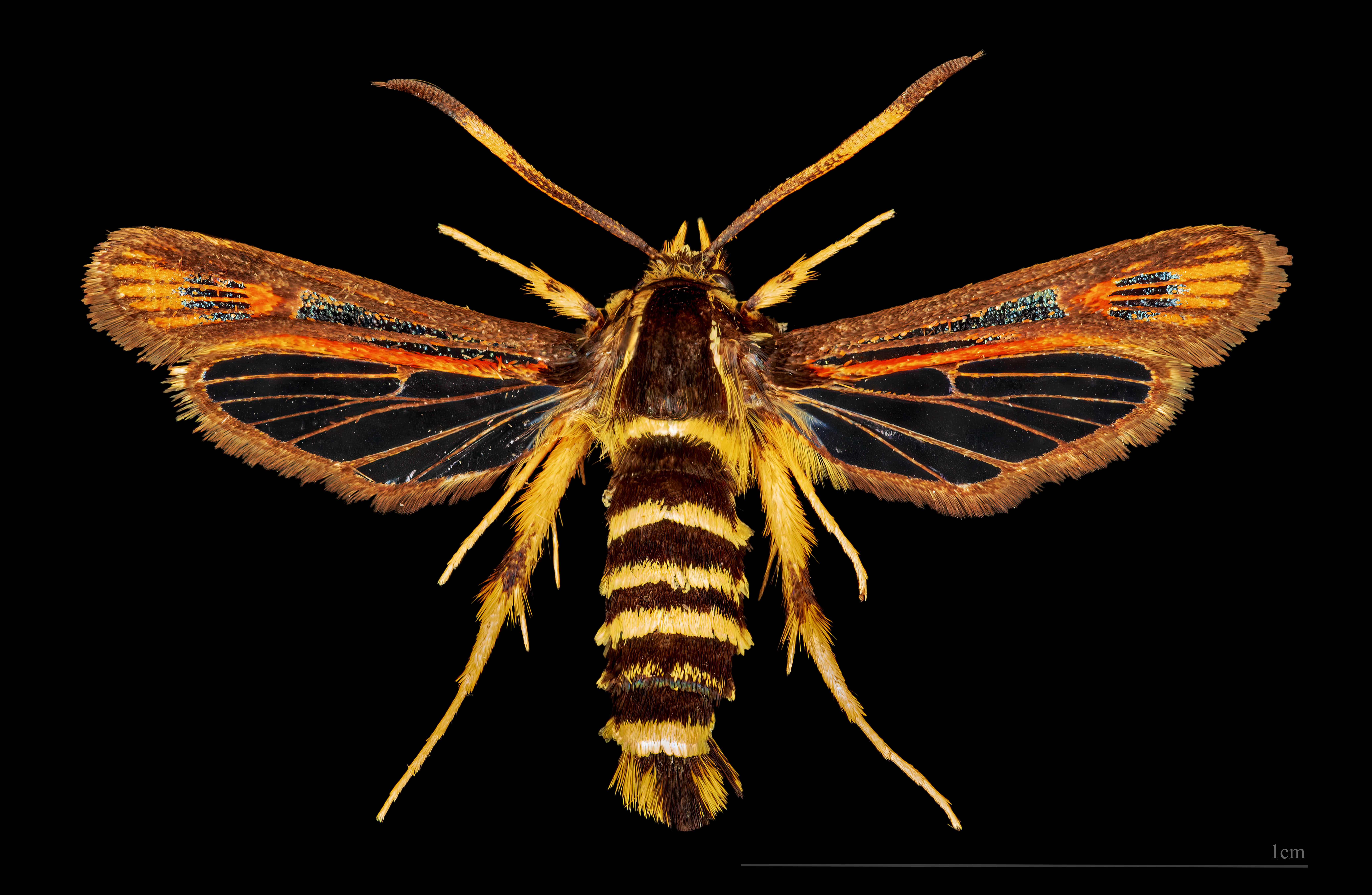
♂
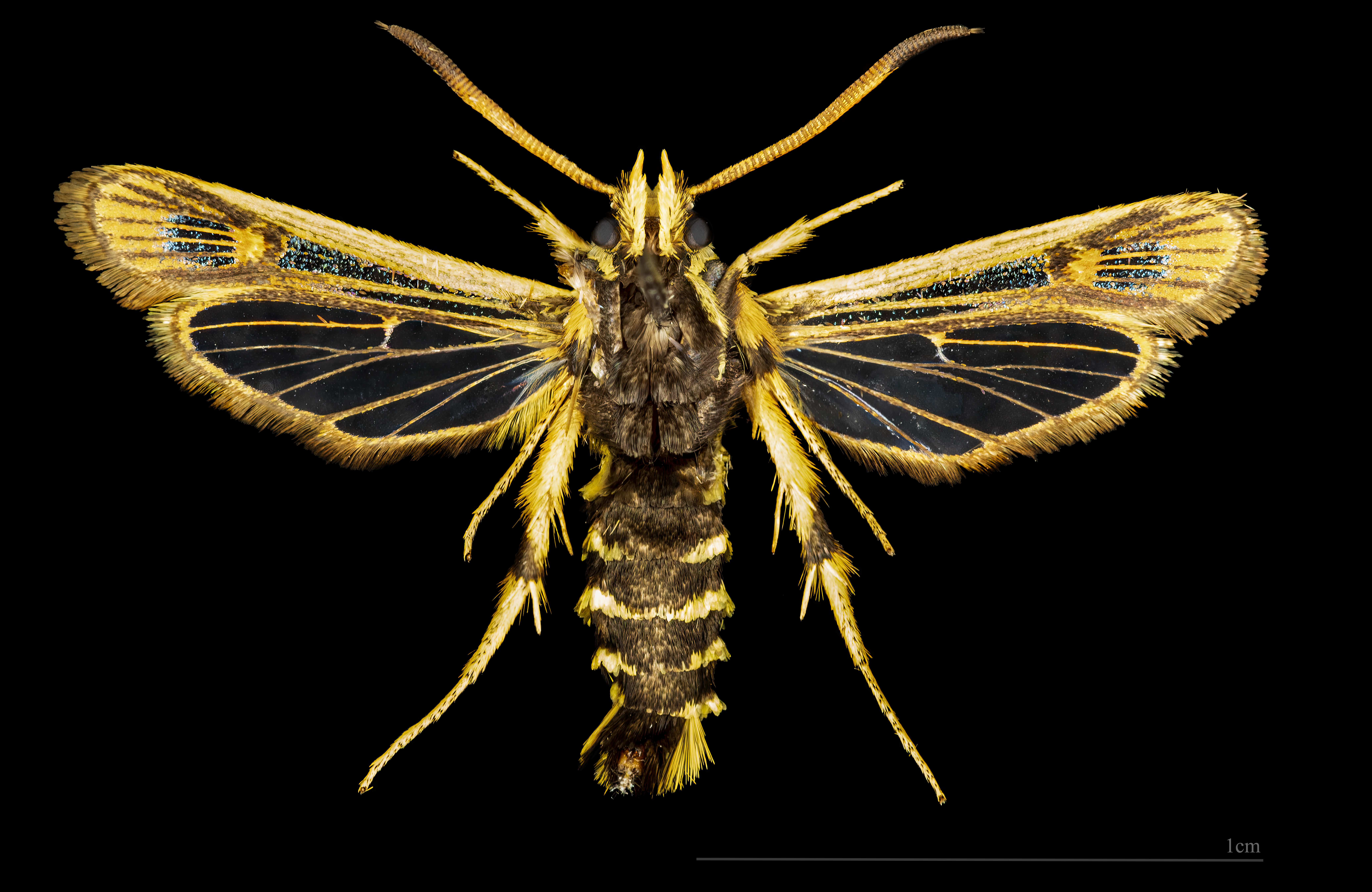
♂ △

### Ähnliche Arten
Es besteht eine große Ähnlichkeit zu weiteren Bembecia-Arten:
- Den Männchen des Hauhechel-Glasflüglers (Bembecia albanensis) fehlt die nach innen gerichtete Spitze am Diskalfleck der Vorderflügel, außerdem ist der Diskalfleck der Hinterflügel gelblich gefärbt. Bei den Weibchen ist der Afterbusch stets einfarbig gelb.
- Bembecia megillaeformis hat nur drei gelbe Ringe auf dem Abdomen bei den Männchen sowie vier bei den Weibchen.
- Bembecia uroceriformis unterscheidet sich durch den stets einfarbig gelben Afterbusch.
- Bembecia illustris zeigt ein insgesamt helleres Erscheinungsbild.

Da die äußeren Unterscheidungsmerkmale bei den vorgenannten Arten zu Bembecia ichneumoniformis gering sind, sollte eine zuverlässige Bestimmung durch Spezialisten erfolgen, und auch eine genitalmorphologische Analyse ist zur eindeutigen Zuordnung anzuraten.

## Geographische Verbreitung und Vorkommen
Der Hornklee-Glasflügler ist in nahezu ganz Europa verbreitet. Außerdem kommt er von Kleinasien bis Transkaukasien sowie im Nordiran, in Palästina und in Syrien vor. Die Art wurde noch in Höhen von 1800 Metern nachgewiesen. Ihr Hauptlebensraum sind Trockenrasenflächen, Steppenheiden, Ödländereien, Geröllhalden, warme Hänge sowie Waldränder.

## Lebensweise
Die tagaktiven Falter fliegen in den Monaten Juni bis August, in höheren Lagen bis September. Da ihr Saugrüssel verkümmert ist, können sie keine Nahrung aufnehmen. Männliche Falter fliegen auch Pheromonfallen an. Die madenförmigen Raupen leben ein- oder zweijährig in den Wurzeln verschiedener Pflanzen, dazu zählen: Gewöhnlicher Hornklee (Lotus corniculatus), Gewöhnlicher Hufeisenklee (Hippocrepis comosa), Seiden-Backenklee (Dorycnium pentaphyllum subsp. germanicum) und Dornige Hauhechel (Ononis spinosa). Die Raupen überwintern und verpuppen sich im Frühjahr in einer langen Gespinströhre an der Wurzel der Nahrungspflanze.

## Gefährdung
In Deutschland kommt der Hornklee-Glasflügler in allen Bundesländern vor und wird als nicht gefährdet eingestuft.